# Lennart Backman
Lennart Backman (Skellefteå, 7 febbraio 1934) è un ex calciatore svedese, di ruolo centrocampista.

## Palmarès

### Club

#### Competizioni nazionali
- Campionato svedese: 2

IFK Norrköping: 1956, 1957